# Бой под Илжей
Бой под Илжей — одно из вооруженных столкновений в ходе Польского восстания 1830—1831 годов, которое произошло 28 июля (9 августа) 1831 года близ населённого пункта Илжа, между польскими повстанческими отрядами под началом Самуэля Ружицкого и частями русской императорской армии под командованием генерала Ксенофонта Фёдоровича Квитницкого.

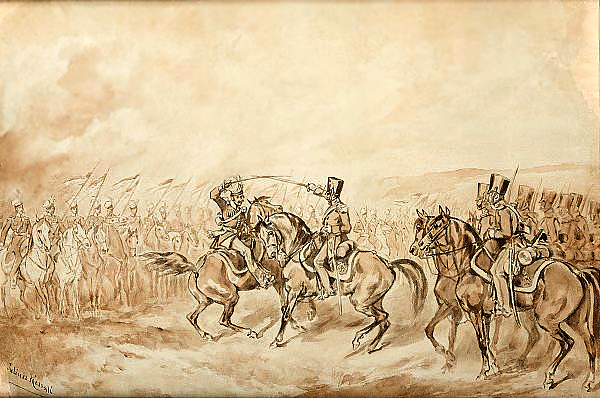
Эпизод боя под Илжей: поединок один на один между польским майором Рожицким и русским майором Геннигом (художник Ю. Коссак)

Во время движения армии графа Ивана Фёдоровича Паскевича (после перехода Вислы у Осек) через Лович к Варшаве, отряд генерала Фёдора Васильевича Ридигера, действовавший в Люблинском воеводстве, должен был присоединиться к армии, для чего он перешел Вислу у Юзефова (25 июля (6 августа) 1831 года—26 июля (7 августа) 1831 года). Узнав об этом, польский генерал Ружицкий (начальник Сандомирского, Краковского и Калишского воеводств) стал сосредоточивать разбросанные отряды (один — Каленковского у Казимержа, другой у Тарлова). 
С целью очистить левый берег реки Вислы от неприятеля, генерал Ридигер выслал отряд на Опатов и Сандомир, а сам с семитысячным отрядом, имея в авангарде Гейсмара, двинулся на Липско. Каленковский был уничтожен генералом Гейсмаром, а против Рожицкого к Илже был выслан Квитницкий. Рожицкий успел собрать в Илже до двух тысяч человек, а Квитницкий (1.100 человек), не выждав подхода подкреплений, догнал поляков и атаковал их. Рожицкий оставил перед городом Большой конный полк (майора Карла Рожицкого) и батальон 22-го полка, в домах города расположил Сандомирских стрелков, а с остальной пехотой занял костел, торговую площадь и улицы. При первом стремительном натиске Квитницкий ворвался в город, занял кладбище и площадь, но попал под обстрел из домов и в виду превосходства в численности сил поляков должен был отступить. Город в это же время загорелся в нескольких местах. 
Между тем, за городом начался кавалерийский бой и произошло нечто вроде поединка между польским майором Рожицким и русским майором Геннигом, окончившийся не в пользу последнего, после чего драгуны были атакованы поляками и опрокинуты. Рожицкий воспользовался приобретенною выгодою, чтобы поспешно отступить к Шидловцу, а Квитницкий остановился вблизи Илжи.
Согласно Польской Википедии, поляки потеряли около 30 человек убитыми и ранеными, а русские около 160 и 70 россиян попали в плен.